# Бранко Павићевић
Бранко Павићевић (Никшић, 3. март 1922 — Подгорица, 14. март 2012) био је историчар и бивши предсједник Црногорске академије наука и умјетности.

## Биографија
Рођен је 1922. године у Никшићу, његов отац Ђоко Павићевић (1872—1970) био је официр Југословенске војске. Заједно са оцем, братом Војиславом (1914—1941) и сестрама Анђом и Мијољком ступио је 1941. године у партизане. Борио се у Петој црногорској пролетерској ударној бригади, а крајем рата је био политички комесар батаљона. Његов отац Ђоко био је најстарији партизан Југославије и након рата је одликован Орденом народног хероја.
Након рата је уписао Правни факултет у Београду, на коме је дипломирао 1949. године. Потом је радио на Институту друштвених наука. Докторску дисертацију је одбранио 1954. године на Правном факултету. Проучавањем црногорске правне историје бавио се од 1951. године у Историјском институту Српске академије наука и уметности. Током 1957. и 1958. године био је на специјализацији на Катедри за историју Западних и Јужних Словена Историјског факултета у Москви.
Након формирања Црногорске академије наука и умјетности (ЦАНУ), Павићевић постаје њен први предсједник и ту дужност је обављао у периоду од 1973. до 1981. године. Од 1973. године, био је професор на Правном факултету у Титограду. За то вријеме, објавио је шест књига које се односе на црногорску прошлост у периоду од 16. до 20. вијека и спољну политику Русије у 19. и 20. вијеку. Такође, аутор је неколико монографија.
Преминуо је 14. марта 2012. године у Подгорици.
Носилац је Партизанске споменице 1941. и других одликовања.

## Најважнија дјела
- Стварање црногорске државе (1955),
- Црна Гора у рату 1862. (1963),
- Књаз Данило Петровић (1990),
- Петар I Петровић Његош (1997),
- Историја Црне Горе (том IV 1-IV2) (2004)